# Dahliasläktet
Dahliasläktet (Dahlia) är ett växtsläkte i familjen korgblommiga växter. Släktet har cirka 30 arter från tropiska och subtropiska Amerika. De flesta arterna förekommer i Mexiko.
Släktet är uppkallat efter den svenske botanisten Anders Dahl.

## Bildgalleri

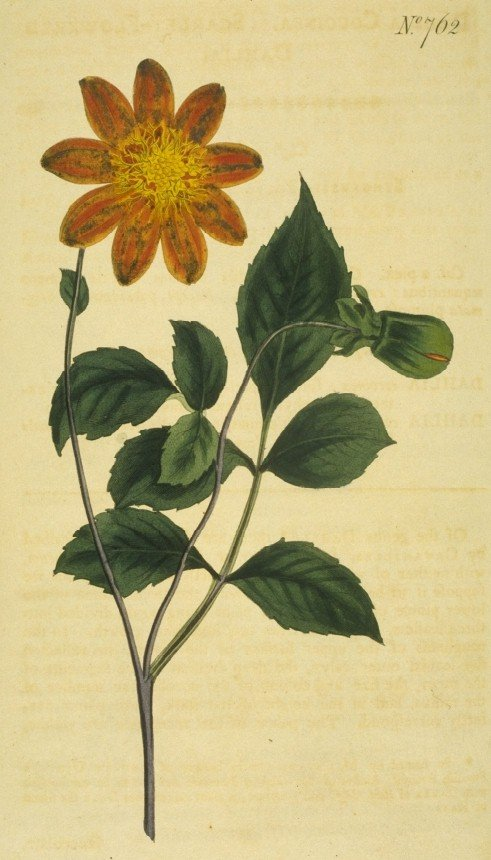
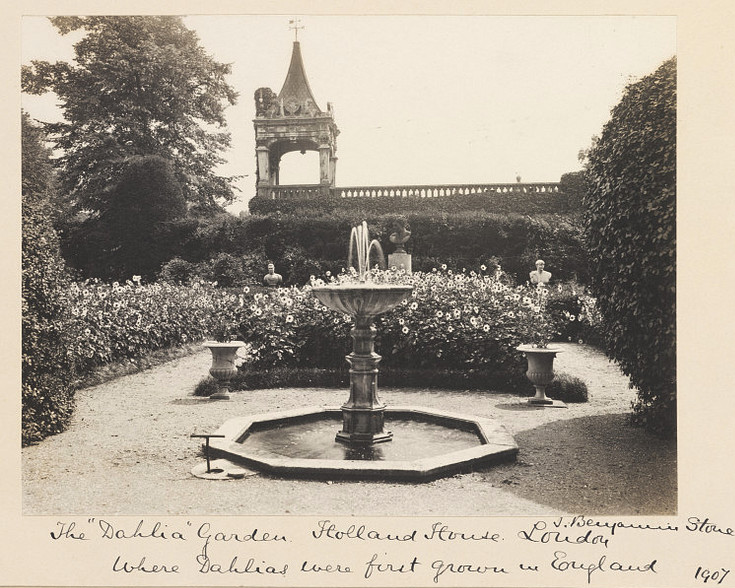
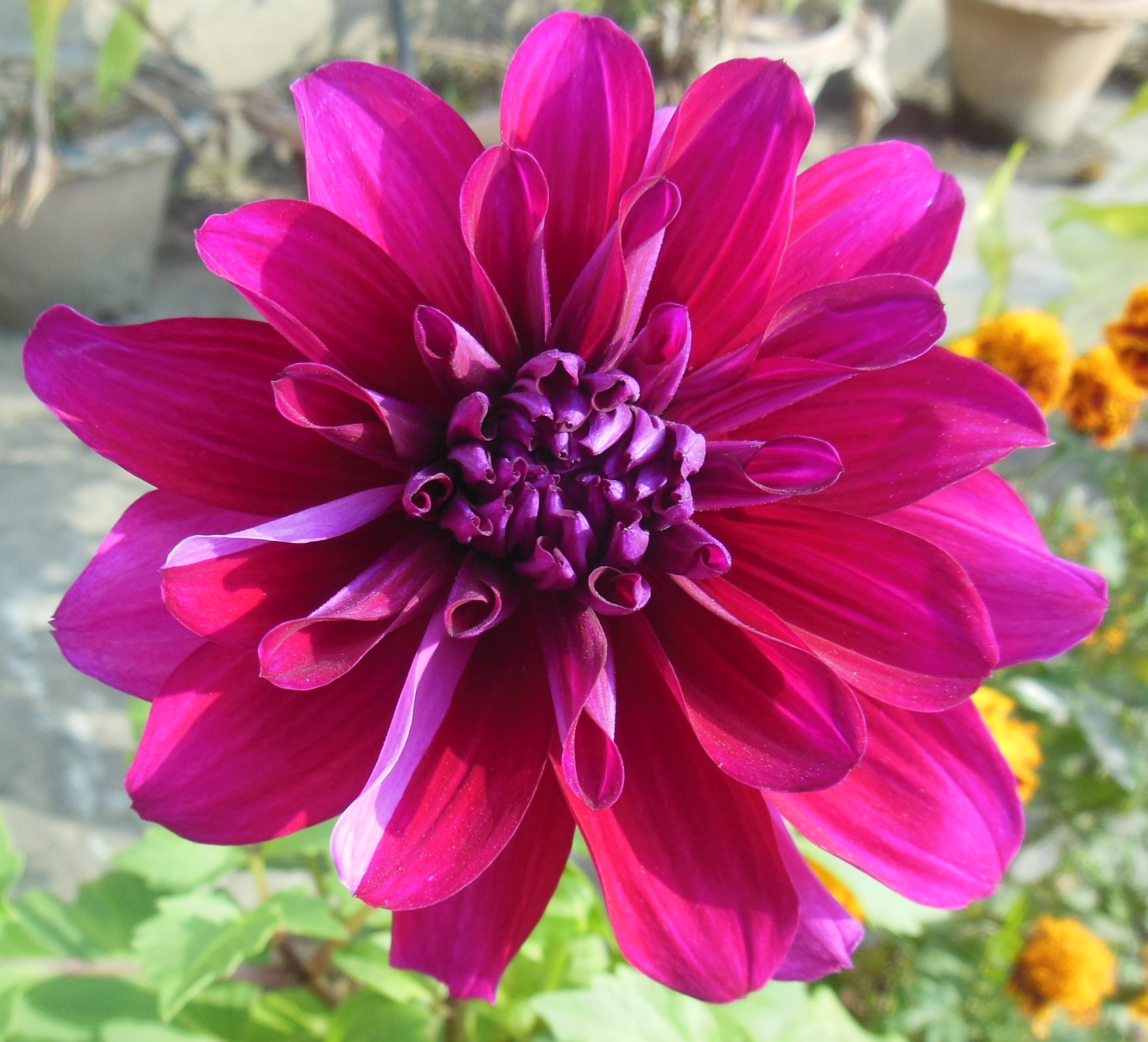
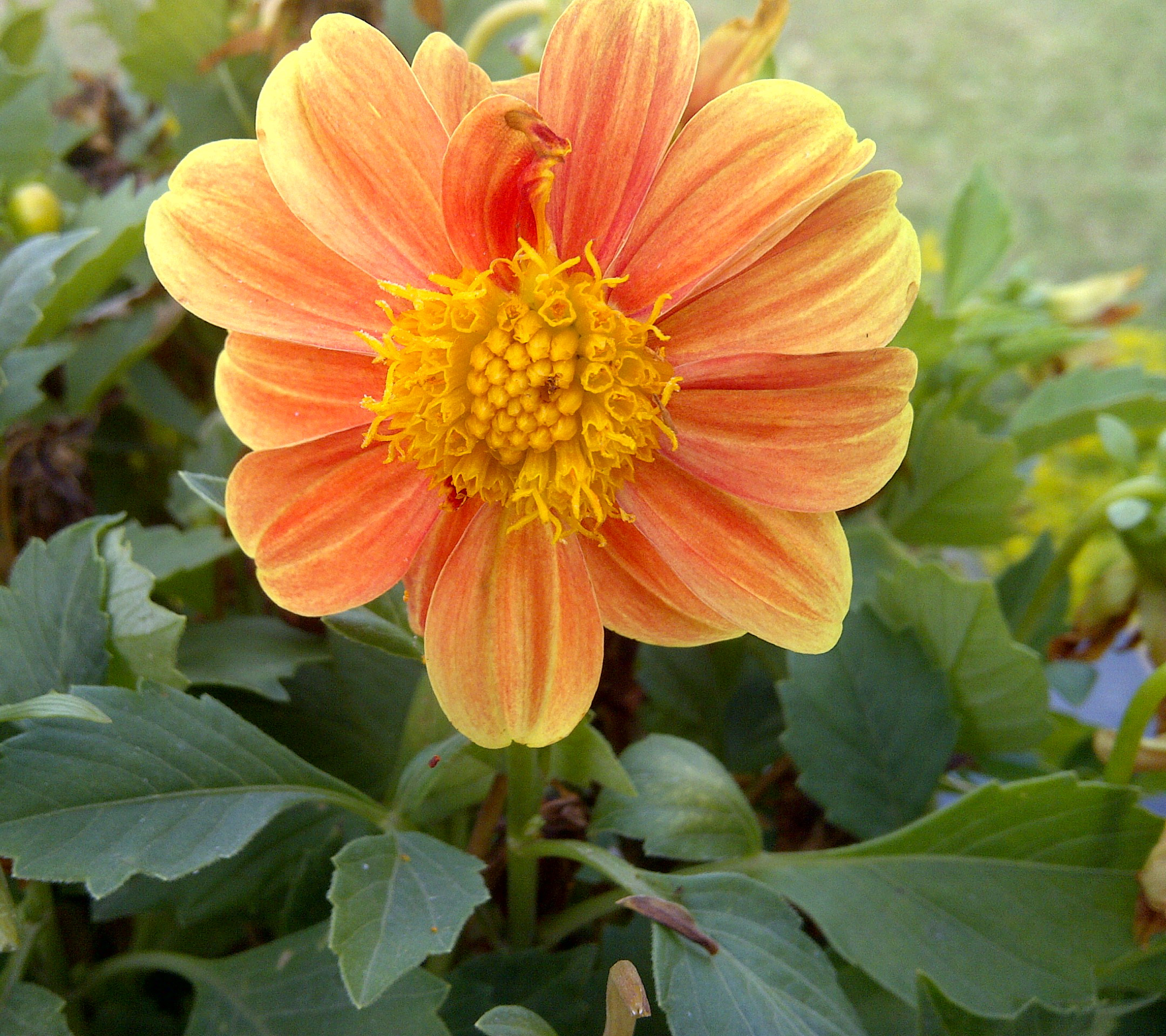
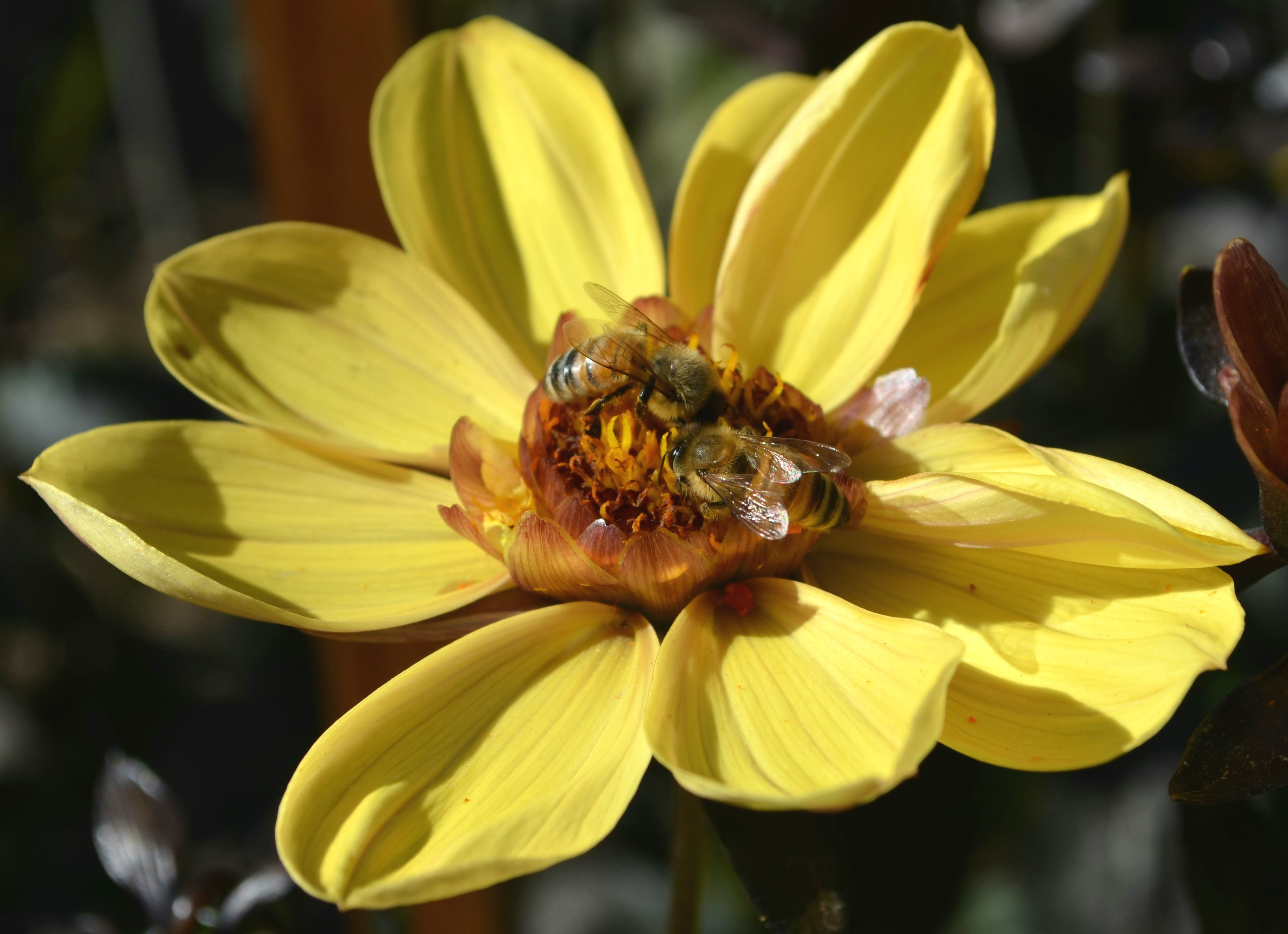
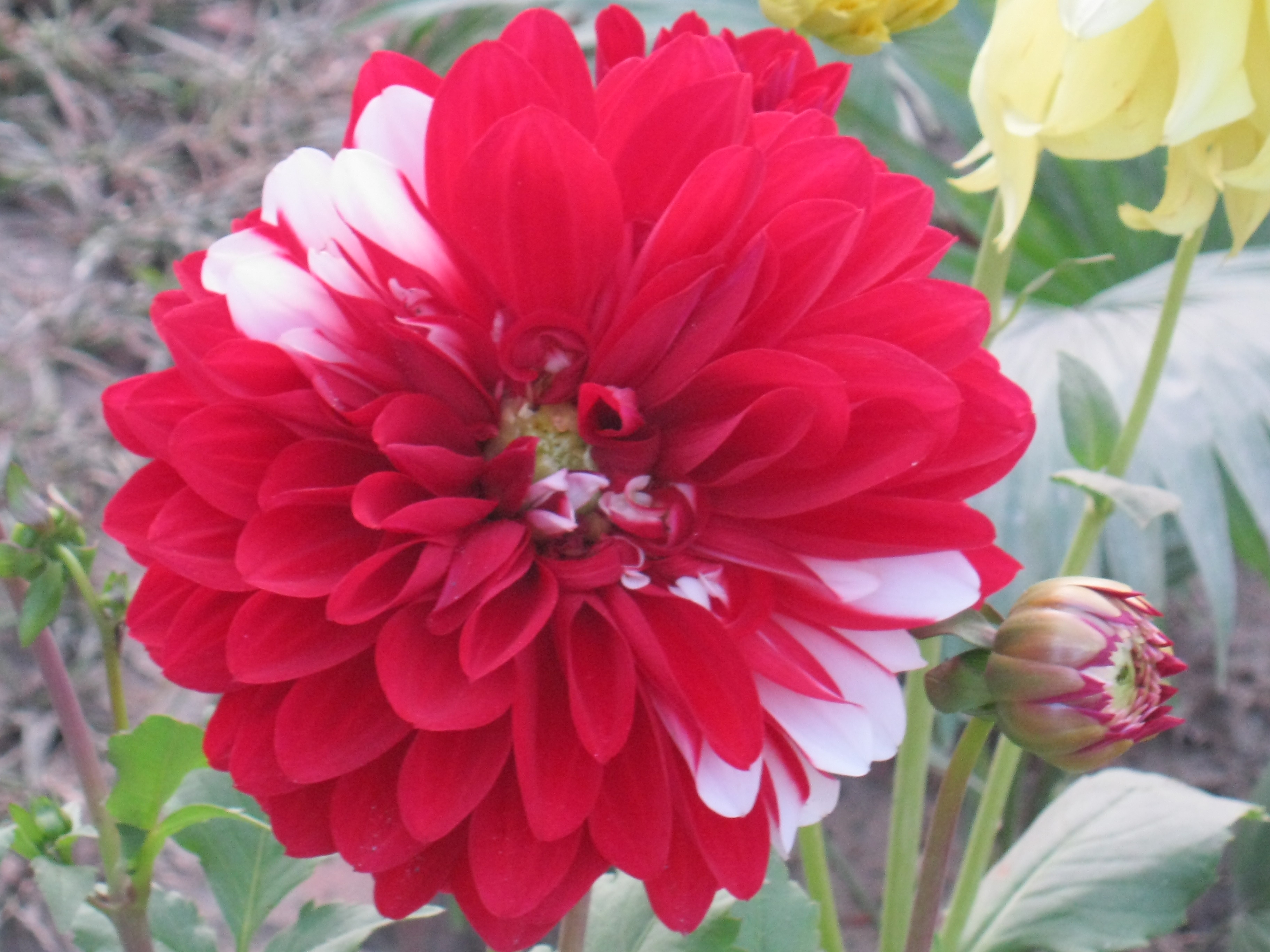

## Dottertaxa till Dahlior, i alfabetisk ordning[1]
- Dahlia apiculata
- Dahlia atropurpurea
- Dahlia australis
- Dahlia brevis
- Dahlia campanulata
- Dahlia cardiophylla
- Dahlia coccinea
- Dahlia congestifolia
- Dahlia cordifolia
- Dahlia cuspidata
- Dahlia dissecta
- Dahlia excelsa
- Dahlia foeniculifolia
- Dahlia hintonii
- Dahlia hjertingii
- Dahlia imperialis
- Dahlia linearis
- Dahlia macdougallii
- Dahlia maximiliana
- Dahlia merckii
- Dahlia mollis
- Dahlia moorei
- Dahlia neglecta
- Dahlia parvibracteata
- Dahlia pinnata
- Dahlia pteropoda
- Dahlia purpusii
- Dahlia repens
- Dahlia rudis
- Dahlia rupicola
- Dahlia scapigera
- Dahlia scapigeroides
- Dahlia sherffii
- Dahlia sorensenii
- Dahlia spectabilis
- Dahlia tenuicaulis
- Dahlia tenuifolia
- Dahlia tenuis
- Dahlia tubulata